# Дора Миладже
Дора Миладже (англ. Dora Milaje) — команда, женское специальное подразделение Ваканды, являющихся телохранителями Чёрной пантеры. Они появляются в комиксах издательства Marvel Comics. Они основаны на Дагомейских амазонках из Дагомеи.

## История публикации
Дора Миладже впервые появилась в Black Panther Vol. 3 # 1.

## Биография
Чтобы сохранить мир в Ваканде, Чёрная пантера выбрал Дора Миладже («обожаемых») из соперничающих племён, чтобы те служили его личной охраной и церемониальными жёнами в процессе обучения.

## Участники
- Анека — бывший лидер Доры Миладже. Позднее она была арестована и лишена своего звания после убийства вождя, который стал жертвой женщин в её деревне. После побега она стала одной из дуэта, известного как Полуночные Ангелы.
- Айо — партнёр Анеки и ещё одна бывшая Дора Миладже. После того, как Анека была арестована и приговорена к смертной казни, Айо вызволила её из тюрьмы. Используя пару прототипов бронированных костюмов, они стали Полуночными Ангелами[1].
- Окойе — одна из бывших Дора Миладже. Окойе принадлежит к племени Ж’кували и действует как традиционный, спутник короля, говоря только с королём и только на хаусе, африканском диалекте, слабо распространённом в Ваканде, что таким образом, предоставляло королю и его жёнам меру конфиденциальности.
- Накиа — Накиа является Вакандийским мутантом со сверхчеловеческой силой, скоростью и ловкостью. Она — бывшая Дора Миладже Т’Чаллы
- Королева Божественная справедливость — Уличная француженка из племени Джабари Ваканды, выросшая в Чикаго, и бывшая Дора Миладже Т’Чаллы. Она первоначально носила имя Шанте Джованни Браун[2].

## Вне комиксов

### Телевидение
- Окойе, Накия и Божественная справедливость Доры Миладже появились в мультсериале «Мстители. Величайшие герой Земли» в эпизоде «Добро пожаловать в Ваканду».
- Дора Миладже появилась в эпизоде «Мстители: Революция Альтрона» «Ярость Пантеры», с Анекой, озвученной Эрикой Латтрелл.

### Фильм
- Флоренс Касумба сыграла Айо, члена Дора Миладже, в фильме «Первый мститель: Противостояние»[3].
- Дора Миладже появились в фильме «Чёрная пантера» 2018 года. Айо вновь исполнила Флоренс Касумба[4]. Накиа, являювшуюся не членом Дора Милаже, а вакандийской шпионкой, сыграла Лупита Нионго[5][5][6], а роль Окойе, лидера Дора Миладже исполнила Данай Гурира[5][7].
- Дора Миладже появлялись в фильмах «Мстители: Война бесконечности» и «Мстители: Финал». Флоренс Касумба повторила роль Айо в первом фильме, Данай Гурира вернулась к роли Окойе в обоих.
- Флоренс Касумба вновь исполнила роль Айо в сериале «Сокол и Зимний солдат».